# 스쯔산구
스쯔산구(한국어: 사자산구, 중국어: 狮子山区, 병음: Shīzishān Qū)는 중화인민공화국 안후이성 퉁링 시의 현급 행정구역이다. 넓이는 53km2이고, 인구는 2007년 기준으로 90,000명이다.

## 행정 구역
4개 가도, 1개 진을 관할한다.
- 가도: 狮子山街道, 新庙街道, 凤凰山街道, 矾山街道.
- 진: 西湖镇.